# كيلسي باليريني
كيلسي باليريني (12 سبتمبر 1993 -) (بالإنجليزية: Kelsea Ballerini)‏ هي مغنية و‌كاتبة أغاني أمريكية.

## وصلات خارجية
- كيلسي باليريني على موقع IMDb (الإنجليزية)
- كيلسي باليريني على موقع ميوزك برينز (الإنجليزية)
- كيلسي باليريني على موقع أول ميوزيك (الإنجليزية)
- كيلسي باليريني على موقع ديسكوغز (الإنجليزية)
- كيلسي باليريني على موقع قاعدة بيانات الفيلم (الإنجليزية)